# آیجیرو ساساکی
ساساکی آیجیرو (به ژاپنی: 佐々木 愛次郎 ささき あいじろう)، تولد ۱۸۴۵ میلادی، مرگ ۱۴ سپتامبر ۱۸۶۳، عضو شینسنگومی بود.

## زندگی‌نامه
در اصل اهل اوساکا، استان ستتسو بود. او حدود ماه مه ۱۸۶۳ به سپاه شینسنگومی پیوست. گفته می‌شود که او یکی از پنج خوش‌قیافه‌ترین شمشیرزن سپاه بود.
او در همان سال توسط کسی ترور شد. دو نظریه در مورد مرگ او وجود دارد. یکی این است که معشوقه آیجیرو، آگوری، زیبا بود، بنابراین به او دستور داده شد که او را به عنوان معشوقه به سریزاوا کامو بدهد و به اصرار سائکی ماتاسابورو، او با آگوری فرار کرد، اما این تله‌ای بود که توسط سریزاوا و افرادش گذاشته شده بود و او به طرز وحشیانه‌ای توسط سائکی که در بوته‌های سوزاکو کمین کرده بود، به قتل رسید (پس از اینکه سائکی و افرادش به معشوقه‌اش آگوری تجاوز کردند، او زبانش را گاز گرفت و خودکشی کرد). دیگری این است که آیجیرو جاسوس قلمرو چوشو بود، اما به شینسنگومی پیوست و وقتی چوشوها متوجه شدند، توسط آنها ترور شد. با این حال، حقیقت مشخص نیست و اسناد تاریخی کمی در این مورد وجود دارد. (ممکن است ساختگی بوده باشد)